# Timbre
Timbre of klankkleur is het onderscheidende vermogen van tonen van dezelfde toonhoogte in een klank. Verschillende muziekinstrumenten en stemmen produceren tonen van verschillende klankkleur. Hierdoor is het, met enige oefening, mogelijk het verschil te horen tussen een saxofoon en een trompet in een jazz band, of tussen een fluit en een viool in een orkest. De aanwezigheid van een of meer formanten (resonanties op bepaalde frequenties) draagt in de meeste gevallen hieraan bij. Met nog meer oefening is het verschil tussen bijvoorbeeld verschillende violen te horen. Een Stradivarius klinkt anders dan een nieuw gebouwde viool, maar ook een Stradivarius kan verschillend klinken als deze door verschillende violisten bespeeld wordt. Het timbre van een instrument verandert ook met het verloop van de tijd. Ook verschillende stemmen van mensen onderscheiden zich in klank van elkaar. Zo is er een verschil tussen een coloratuursopraan en een gewone sopraan, al zingen ze dezelfde aria. Ook spreekstemmen hebben een timbre.
Hoewel de term klankkleur wordt gebruikt als synoniem voor timbre, worden kleuren uit het optische spectrum gewoonlijk niet verbonden aan bepaalde klanken. Vaker wordt het geluid van een instrument beschreven als warm of scherp of andere termen, waarbij het verband met aanraking groter is dan met zicht. Mensen met synesthesie zien echter wel soms kleuren wanneer ze speciale klanken horen.
De natuurkundige eigenschappen van geluid met betrekking tot timbre worden beschreven door spectrum en de omhullende (Engels: envelope).

## Spectrum
Elke toon van een muziekinstrument is opgebouwd uit een aantal afzonderlijke frequenties. De laagste frequentie wordt grondtoon genoemd en de toonhoogte van deze frequentie bepaalt hoe hoog het menselijk gehoor de toon daadwerkelijk ervaart. 
Het timbre van een klank wordt bepaald door de grondtoon en de relatieve sterkte van de aanwezige harmonischen en/of delen (ook wel boventonen genoemd). De meeste westerse muziekinstrumenten produceren harmonische klanken. De frequentie van deze boventonen zijn veelvouden van de frequentie van de grondtoon (× 2, × 3, × 4 enz.). Veel instrumenten produceren echter niet alleen harmonischen, maar vooral ook boventonen die nìet een geheel aantal keer de grondtoon zijn; dit worden de delen genoemd.
De klankkleur wordt mede bepaald doordat bepaalde harmonischen versterkt worden door o.a. resonantie. Deze versterkingen komen veelvuldig voor en worden formanten genoemd.
Als een orkest stemt (gebruikelijk op een A), bestaat het geluid uit een combinatie van 440 Hz, 880 Hz, 1320 Hz, 1760 Hz en verder. De balans van de sterkte van elke frequentie en de formanten bij een lang aangehouden toon geeft elk instrument het eigen karakteristieke geluid.
Bij een luid gespeelde toon op een instrument zijn de harmonischen ten opzichte van de grondtoon luider dan bij een zacht gespeelde toon. Het menselijk gehoor ervaart dit als respectievelijk schelle en doffe klanken. Bovendien sterven bij instrumenten met een bepaalde uitklinktijd, hoge harmonischen sneller weg dan lage.

## Omhullende
Het timbre van een klank wordt ook sterk bepaald door de omhullende, het geluidssterkteverloop van een toon van ontstaan tot wegsterven. In elektronische klankvorming worden meestal de volgende fasen onderscheiden: Aanzet, verval, aanhouden, loslaten (Engels: envelope = attack, decay, sustain, release, ADSR) en overgangen. Als bijvoorbeeld uit van het geluid van een piano of trompet de aanzet (elektronisch) wordt verwijderd, wordt het instrument nauwelijks herkend, omdat het geluid van de hamer tegen de snaren, of het aanzetten van de lippen op de trompet, karakteristiek zijn voor deze instrumenten.
De grondtoon hoeft niet altijd noodzakelijk de sterkste component in de totaalklank te zijn. Deze kan ook worden gesuggereerd door de harmonischen: een A (440 Hz) is duidelijk te onderscheiden van de A één octaaf lager (220 Hz) door de aanwezigheid van de 3e harmonische (660 Hz) van A (220 Hz), ook al zouden de grondtonen (respectievelijk 440 Hz en 220 Hz) afwezig zijn. Dit effect treedt op bij kleine luidsprekers, die het laagste spectrum van de muziek niet kunnen weergeven, maar waarvan de weergegeven muziek toch vrijwel geheel herkenbaar blijft.
Timbre wordt naast frequentie en omhullende gezien als een fundamentele eigenschap van muziek.